# Kyrkviken
För andra betydelser, se Kyrkviken (olika betydelser).

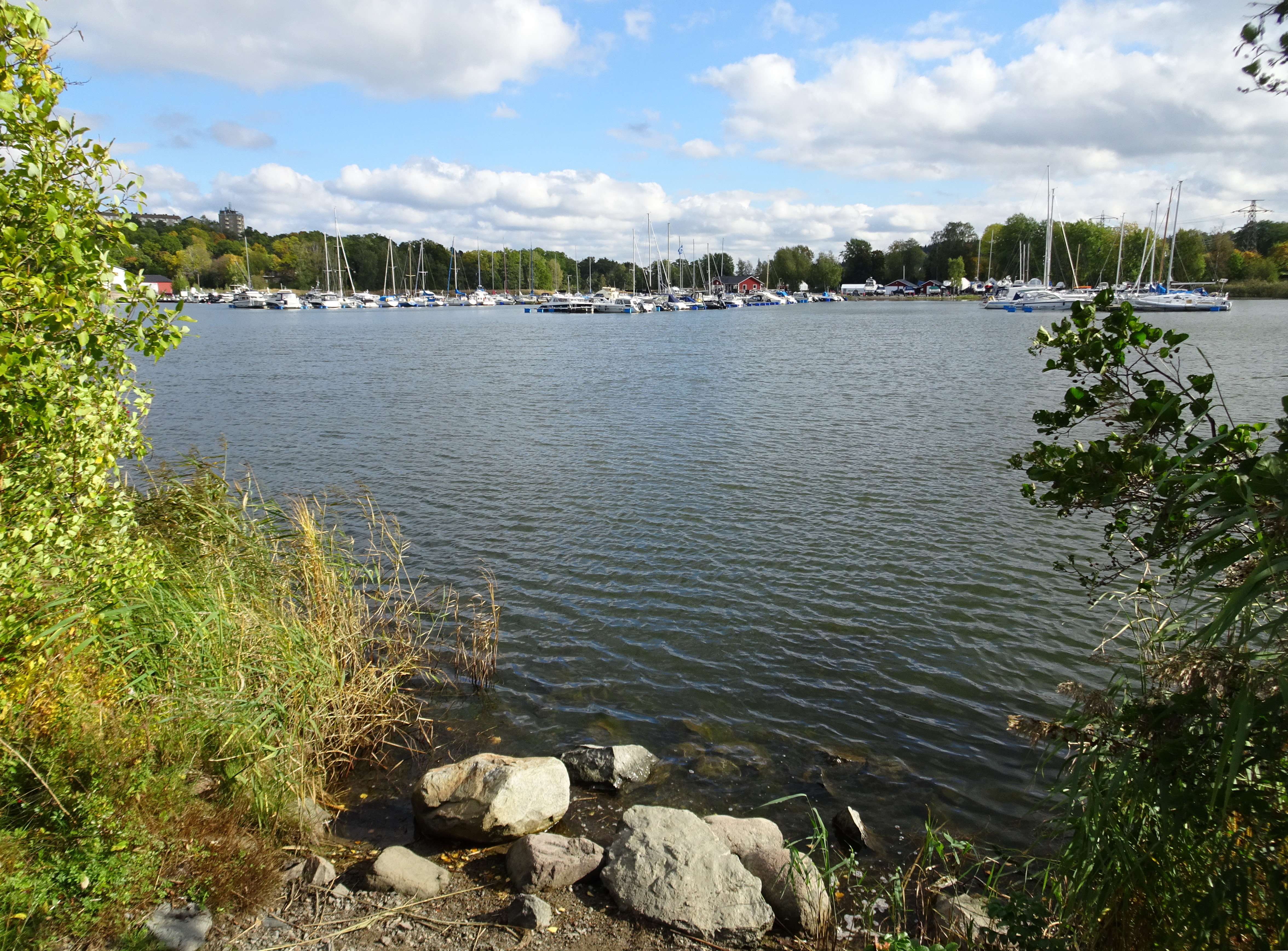
Kyrkvikens innersta del vid Lidingövallen vy österut, 2021.

Kyrkviken (äldre namn Koltorpsviken) är en smal havsvik som delar ön Lidingö i Stockholms skärgård i en nordlig och en sydlig del. Kyrkviken österut övergår efter det cirka 25 meter breda sundet vid Hustegaholm i Hustegafjärden.

## Historik

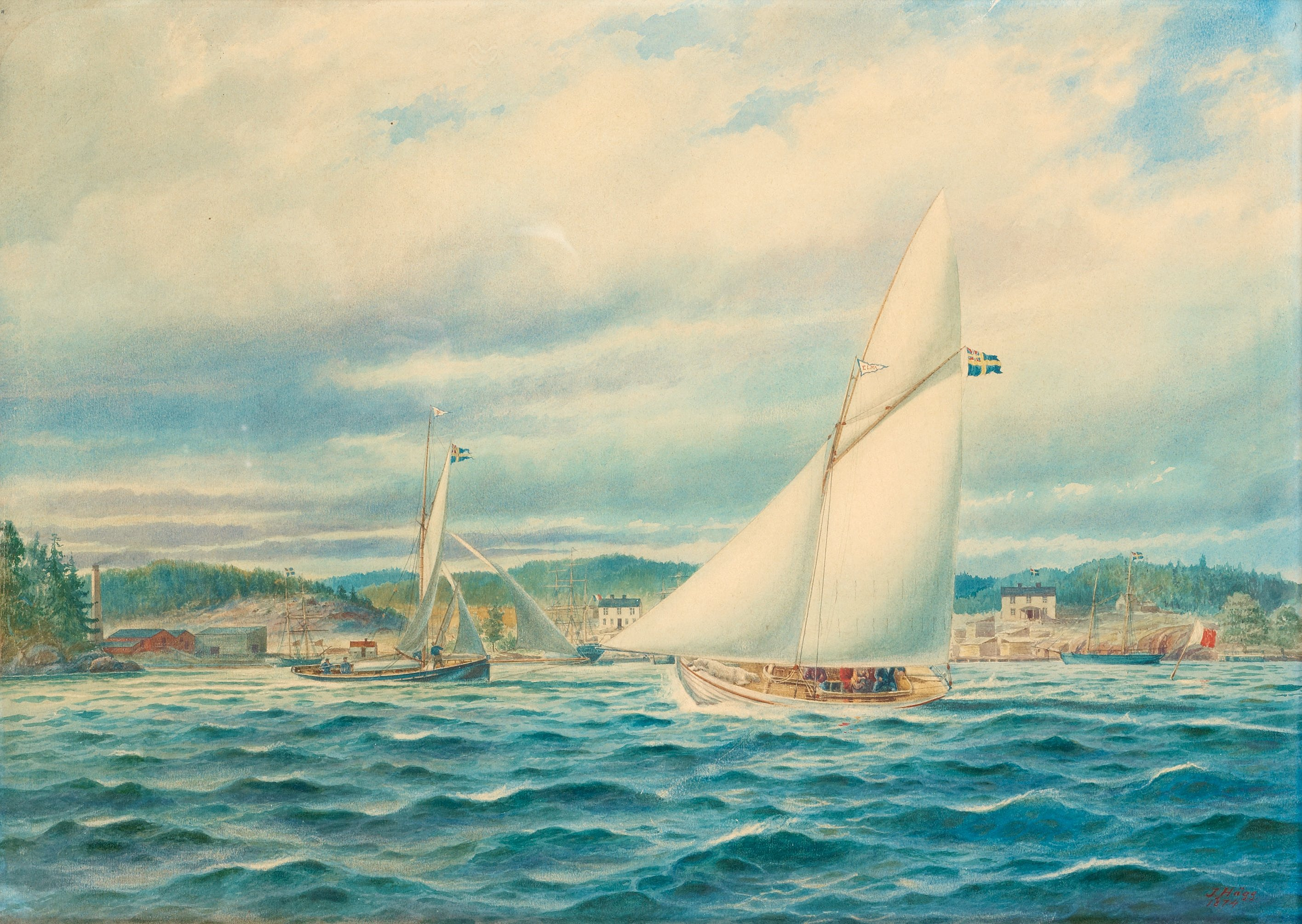
Inloppet till Kyrkviken, Jacob Hägg, 1874.

Den inre delen av Kyrkviken och området inom ungefär 500 meter från dagens strandlinje anses utgöra det område där de första bosättarna på Lidingö slog sig ner. Gravlämningar från yngre järnåldern (500–1050 e.Kr.) och en runhäll (Upplands runinskrifter Fv1986;84) har hittats vid Kvarnbacken intill Askrikevägen. För 1000 år sedan låg havsnivån relativt land cirka fem meter högre än idag och Kyrkvikens inre del har under 1900-talet också fyllts ut med schaktmassor. De forna boplatserna låg därför betydligt närmare strandlinjen än den nuvarande.
Kyrkviken har fått sitt namn från Lidingö kyrka som ligger vid vikens södra sida längst in i viken. Här finns också en stor fritidsbåthamn. En nyare hamn ligger ett stycke österut vid Koltorp.

## Beskrivning

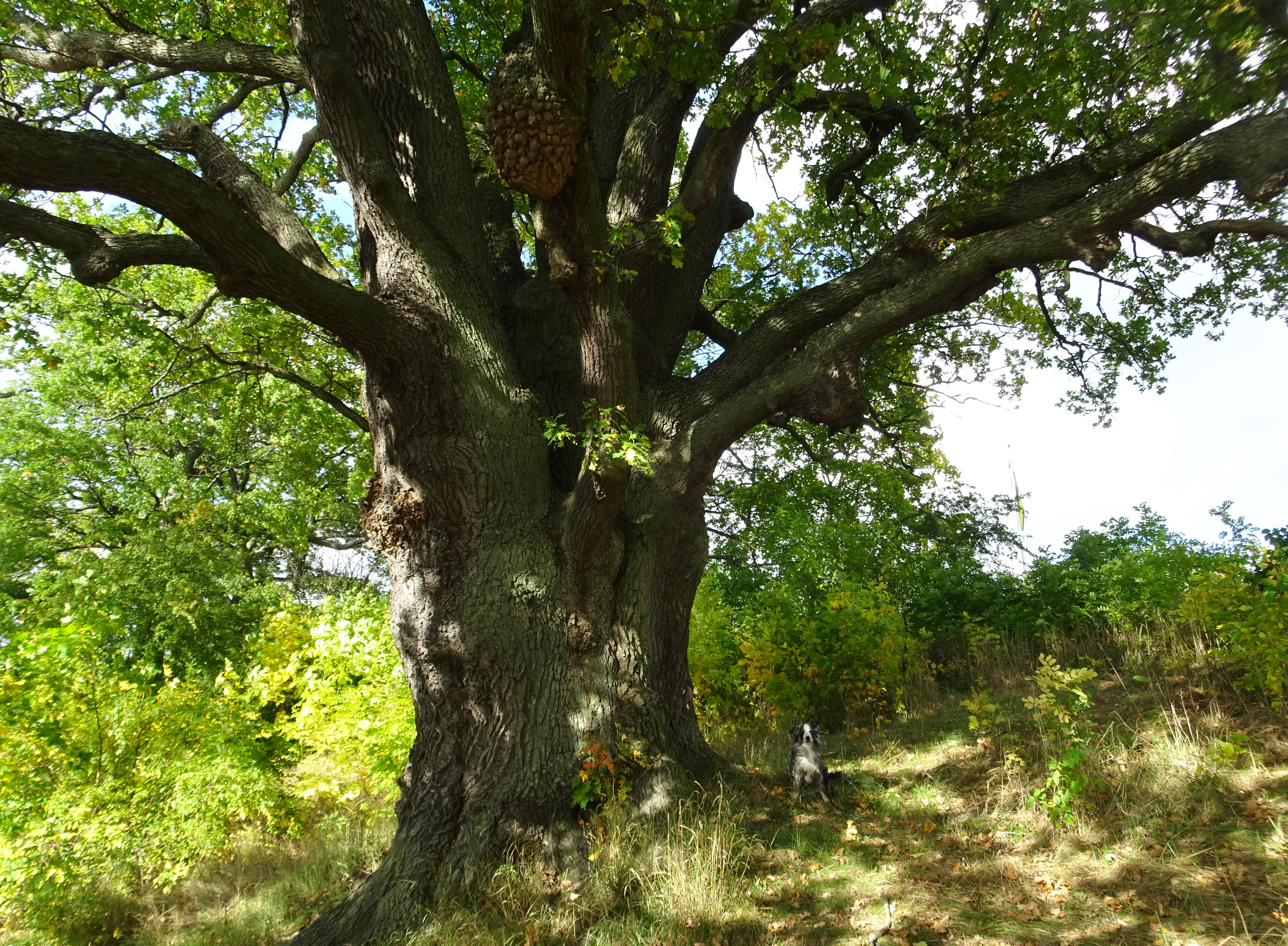
Strandpromenaden vid Kyrkviken med Lidingös naturminne, en av två ekar.

På tidigt 1900-tal fanns det en reguljär passagerarbåttrafik till Hersby brygga längst inne i viken, där båten låg kvar över natten. Kaptenen hade tjänstebostad i Kaptensstugan alldeles intill bryggan. En "Kaptensstuga" finns också på Hustegaholm som var en av flera tilläggningsplatser med så kallade ångbåtsbryggor i Kyrkviken för både person- och godstransporter.
Ångbåtsbryggan förföll under senare delen av 1900-talet. I slutet av 1900-talet uppfördes en ny ”nostalgibrygga” något söder om platsen för den ursprungliga bryggan. Den nya bryggan är dock liten, och bara en blek avbild av den ursprungliga.
Allra längst inne i viken, vid den nuvarande parkeringsplatsen, höll staden i mitten av 1900-talet ett stort sandupplag för vintersandning av stadens vägar. Sanden fördes dit sjöledes med pråmar, som lossades med hjälp av en separat ångmaskindriven kranpråm. På norra stranden, mitt emot kyrkan, fanns i mitten på 1900-talet Fröbergs båtvarv, där även viss tillverkning av småbåtar förekom.
Den sedan länge nedlagda spårvagnslinjen nr 20 (norra Lidingöbanan), som gick från Humlegårdsgatan i Stockholm, hade ändstation vid Kyrkviken. Den sista delen gick ursprungligen på en några hundra meter lång bank som skar av Kyrkvikens innersta del. Med tiden uppgrundades den avskurna delen, och övergick till ett kärr, som sedermera fylldes ut så att den numera är fullständigt torrlagd och med marknivån några meter över Kyrkvikens nuvarande vattenyta. Landhöjningen efter istiden har bidragit till torrläggningen, och vikens innersta del är numera tämligen grund.
I början av 1900-talet var hela viken badbar, men i och med den ökande bebyggelsen i Lidingö villastad och utsläpp av avloppsvatten längst inne i viken blev vattenkvaliteten starkt försämrad och absolut inte badbar. I och med tillkomsten av Käppala reningsverk upphörde avloppsutsläppen i Kyrkviken, men vattenomsättningen i denna mycket långsmala vik utan tillräckligt tillflöde av friskt vatten är synnerligen dålig varför vattenkvaliteten i vikens innersta del inte är den bästa. Ett stycke längre ut mot havet i öster där Kyrkviken övergår i Hustegafjärden vid Hustegaholm är badvattnet tjänligt.
Längs med norra sidan av Kyrkviken sträcker sig Elfviksleden mellan Lidingö centrum och Elfviks udde. Vid promenaden finns två av kommunens enda naturminnen, två jätteekar. De har en stamomkrets på 684 respektive 463 centimeter och skyddades 1969 (se Lidingös naturminnen).

### Bildgalleri Kyrkviken

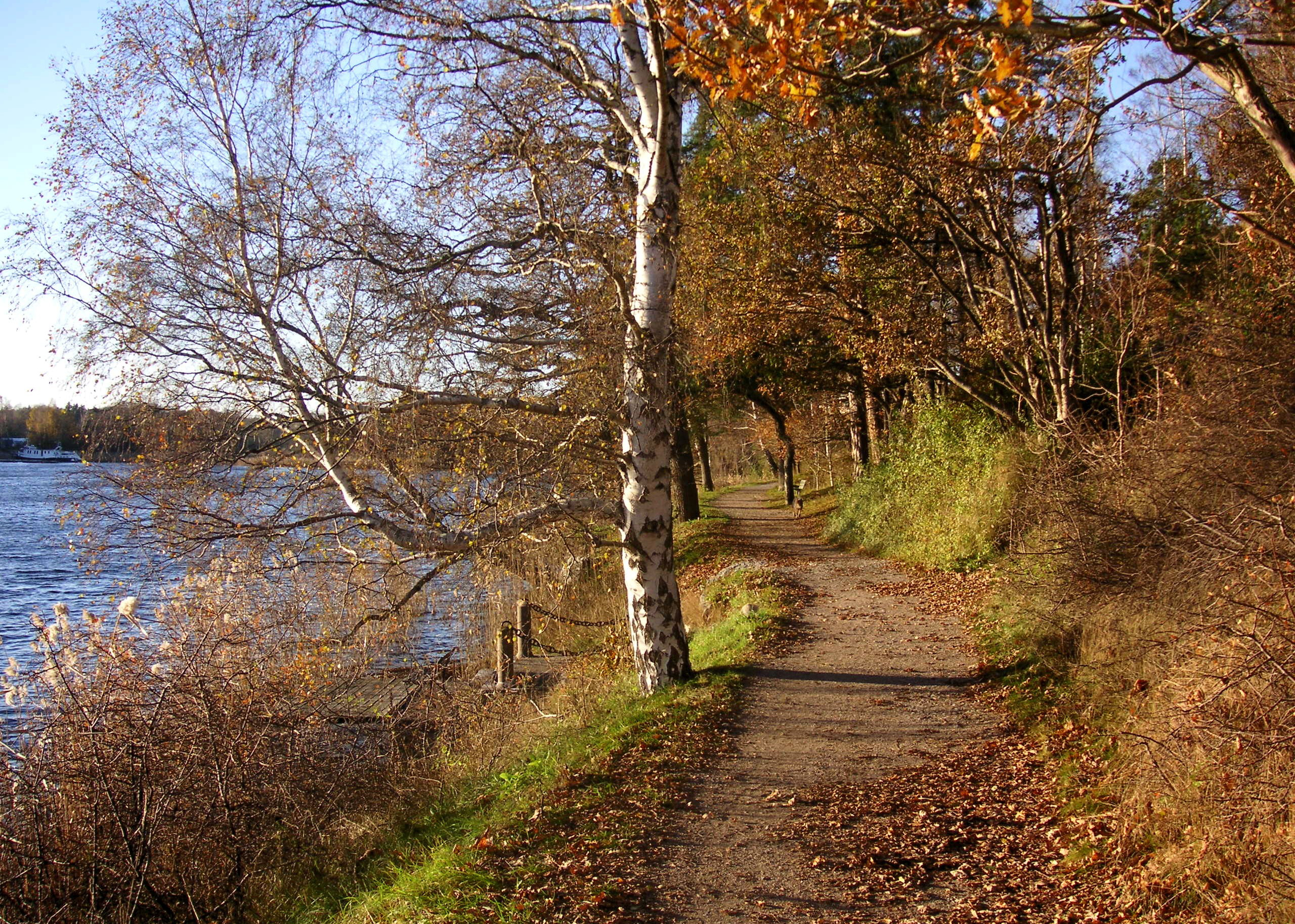
Strandpromenaden vid Kyrkviken är en del av Elfviksleden och Lidingöloppet.
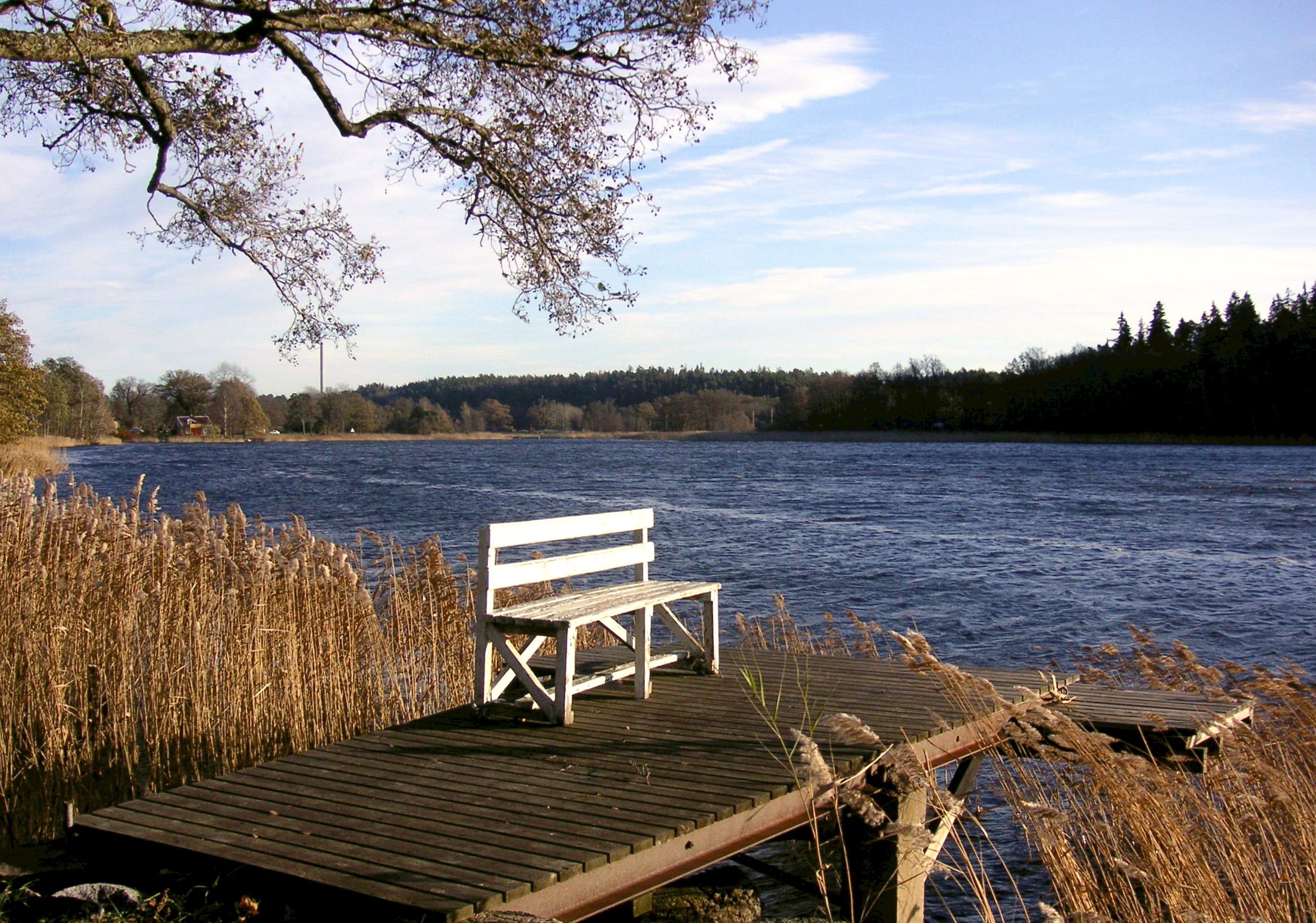
Kyrkviken mot öster, kort före Hustegaholm.
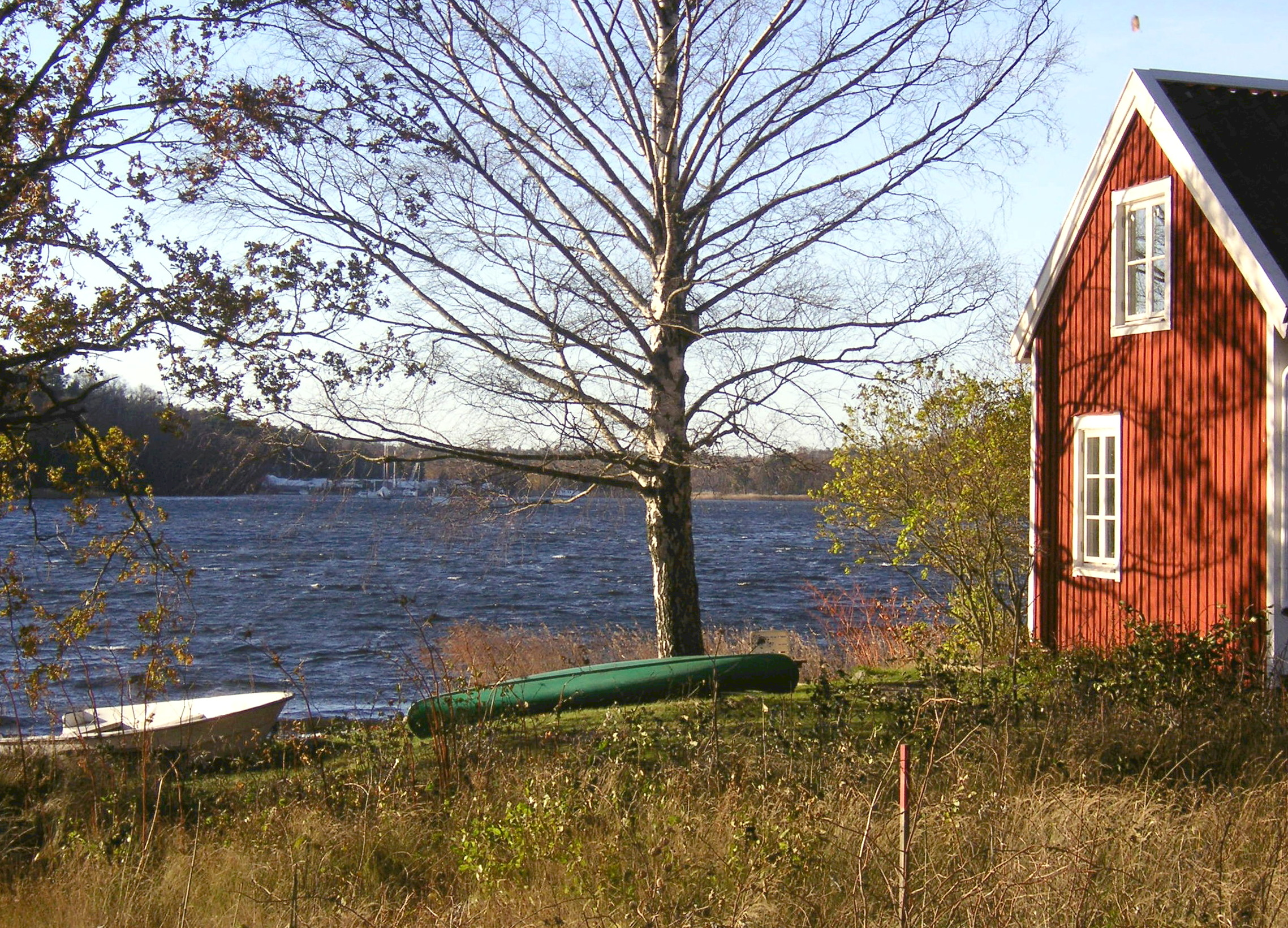
Kyrkviken mot väster vid Kaptensstugan på Hustegaholm.
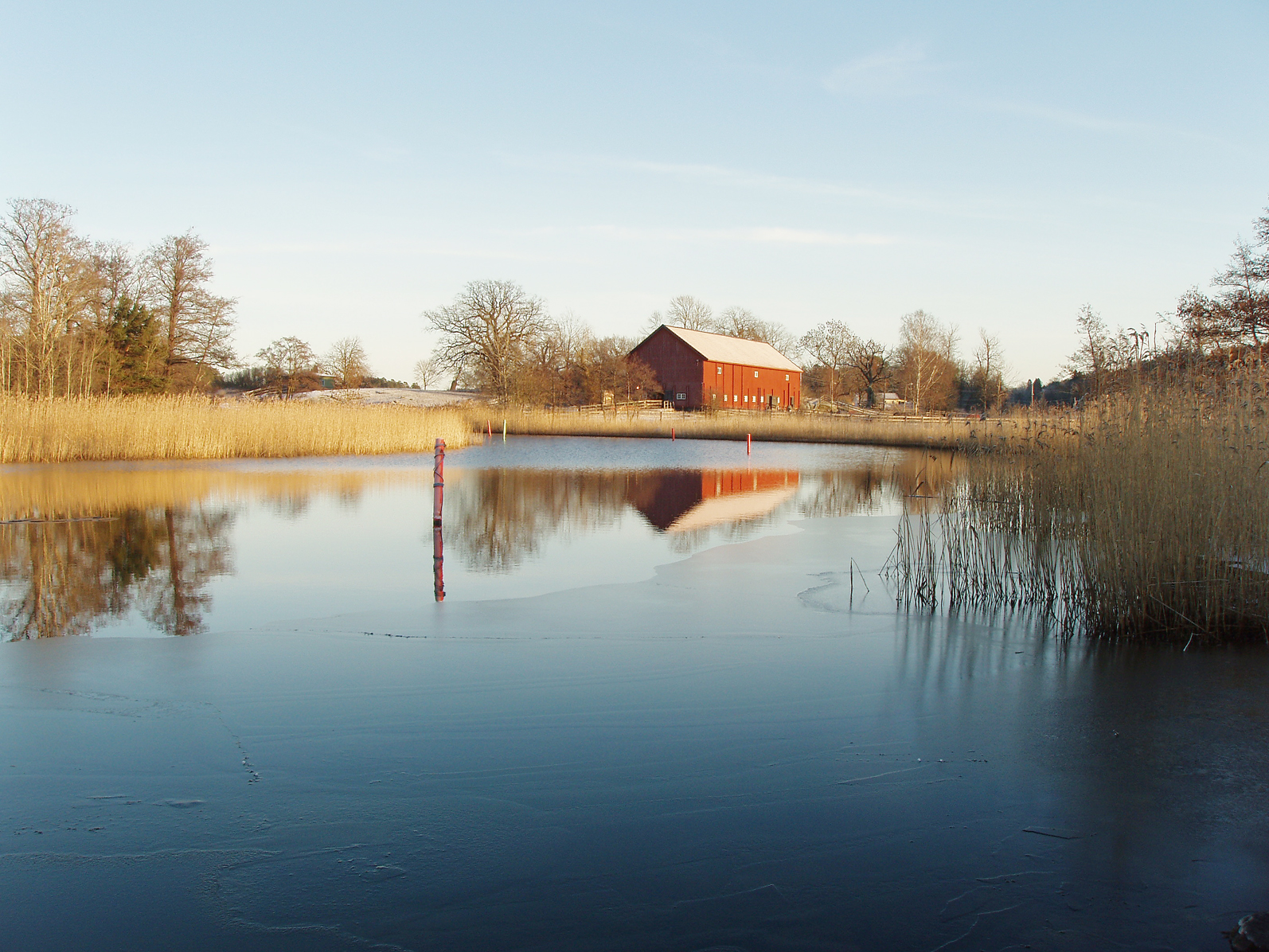
Den smalaste delen i Kyrkviken; sundet mellan Hustegaholm och Ekholmsnäs gård. Vy mot öster.

## Boholmen
Inne i viken ligger Boholmen, Kyrkvikens enda ö. Området hör till kommundelen Bo. På grund av landhöjningen blir ön allt större medan sundet mot norr minskar. På kartor från 1800-talets början redovisas ingen ö utan ett grunt markerat område. Sjöbotten runt ön muddrades och ön fick en klarare kontur i samband med bygget av kedjehusområdet på Ekbacken under 1960-talets slut. I folkmun kallades Boholmen även Kärleksön. Ön är obebodd och har tidvis varit en populär plats för valborgsmässofirande och festsugna skolungdomar i examenstider. Via en liten gång- och cykelbro är ön tillgänglig från promenadstigen. På öns östra sida har kommunen iordningställt rast- och grillplats.

### Bildgalleri Boholmen

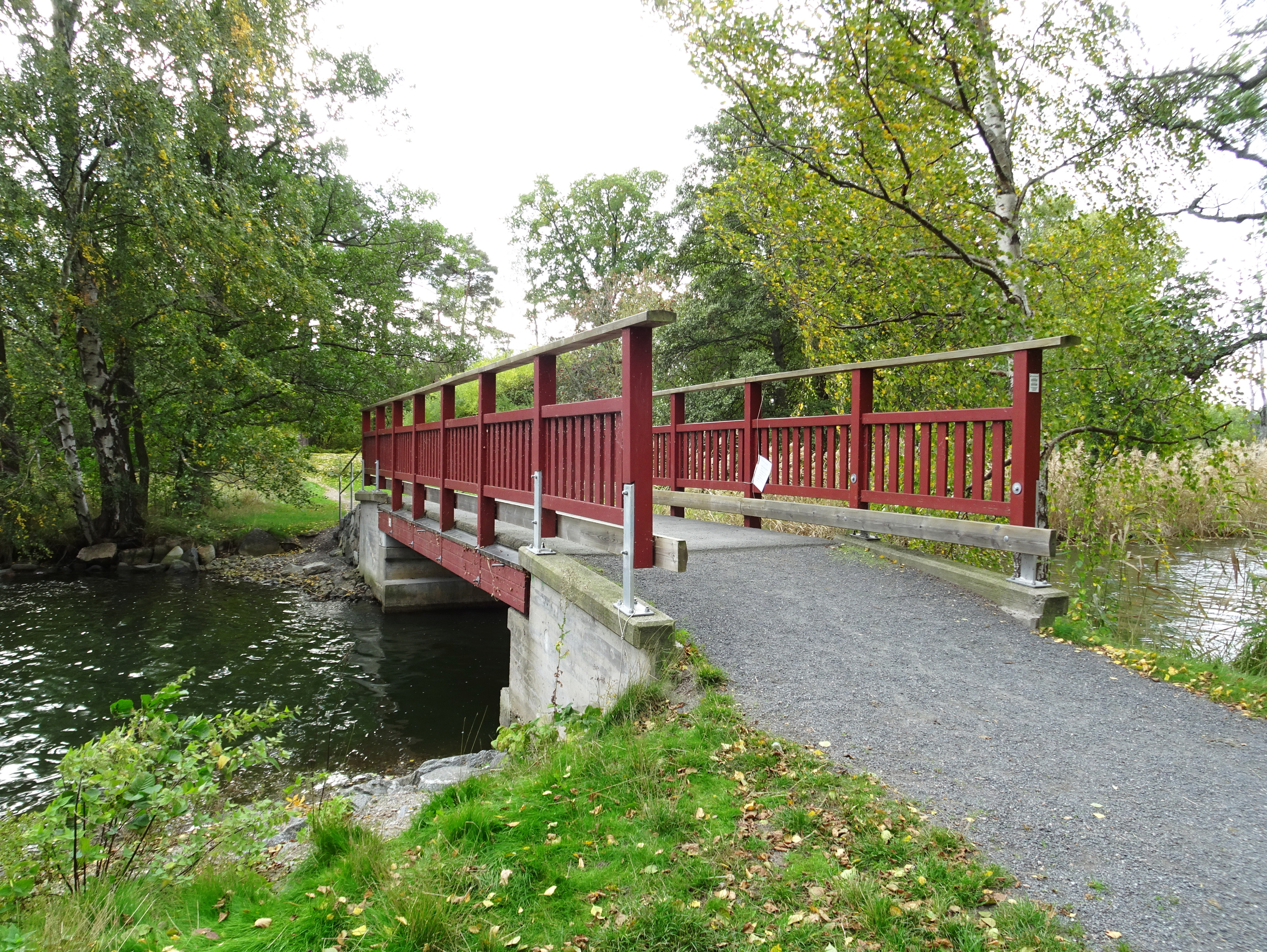
Bron över till Boholmen.
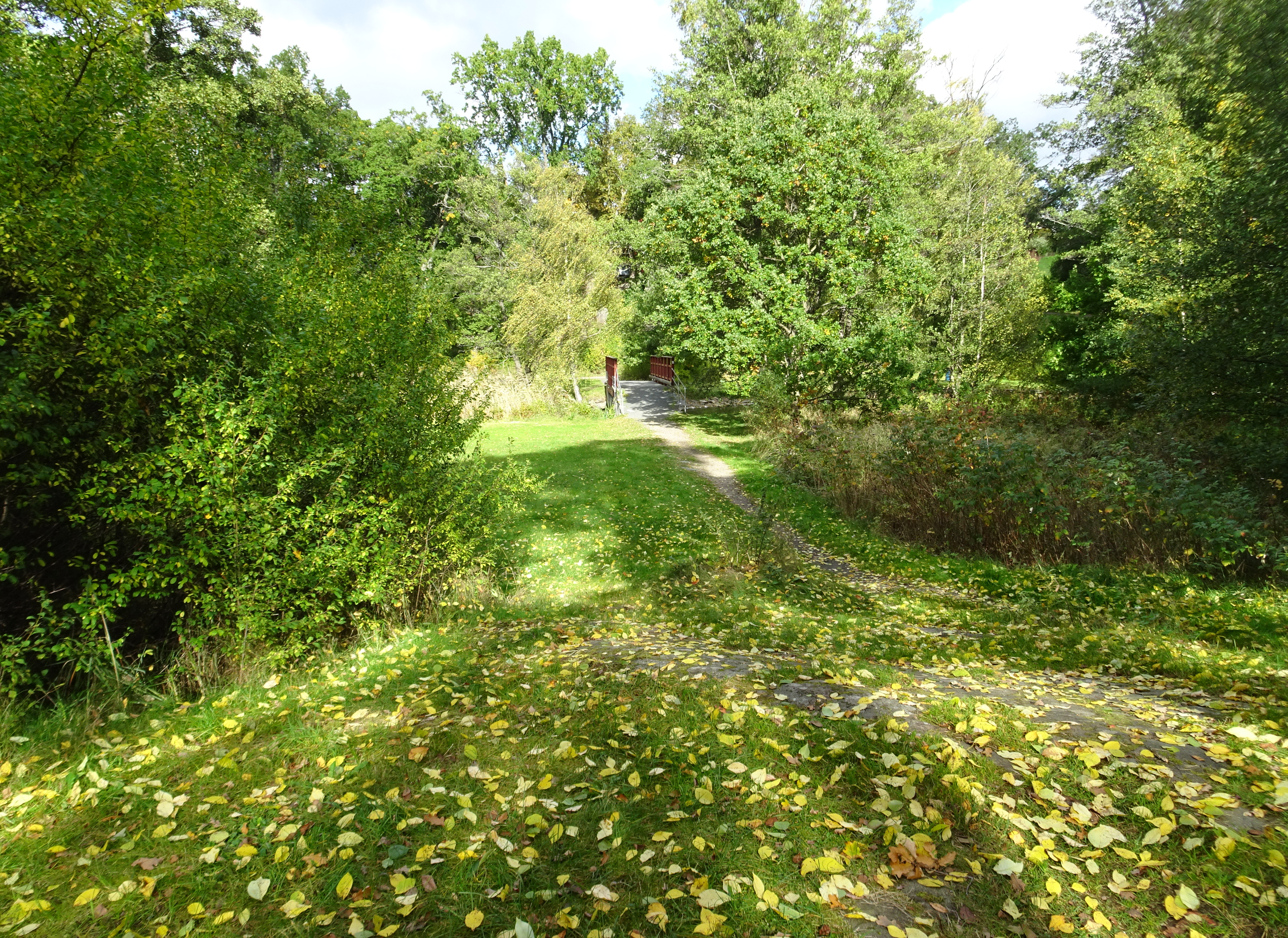
Boholmen mot norr.
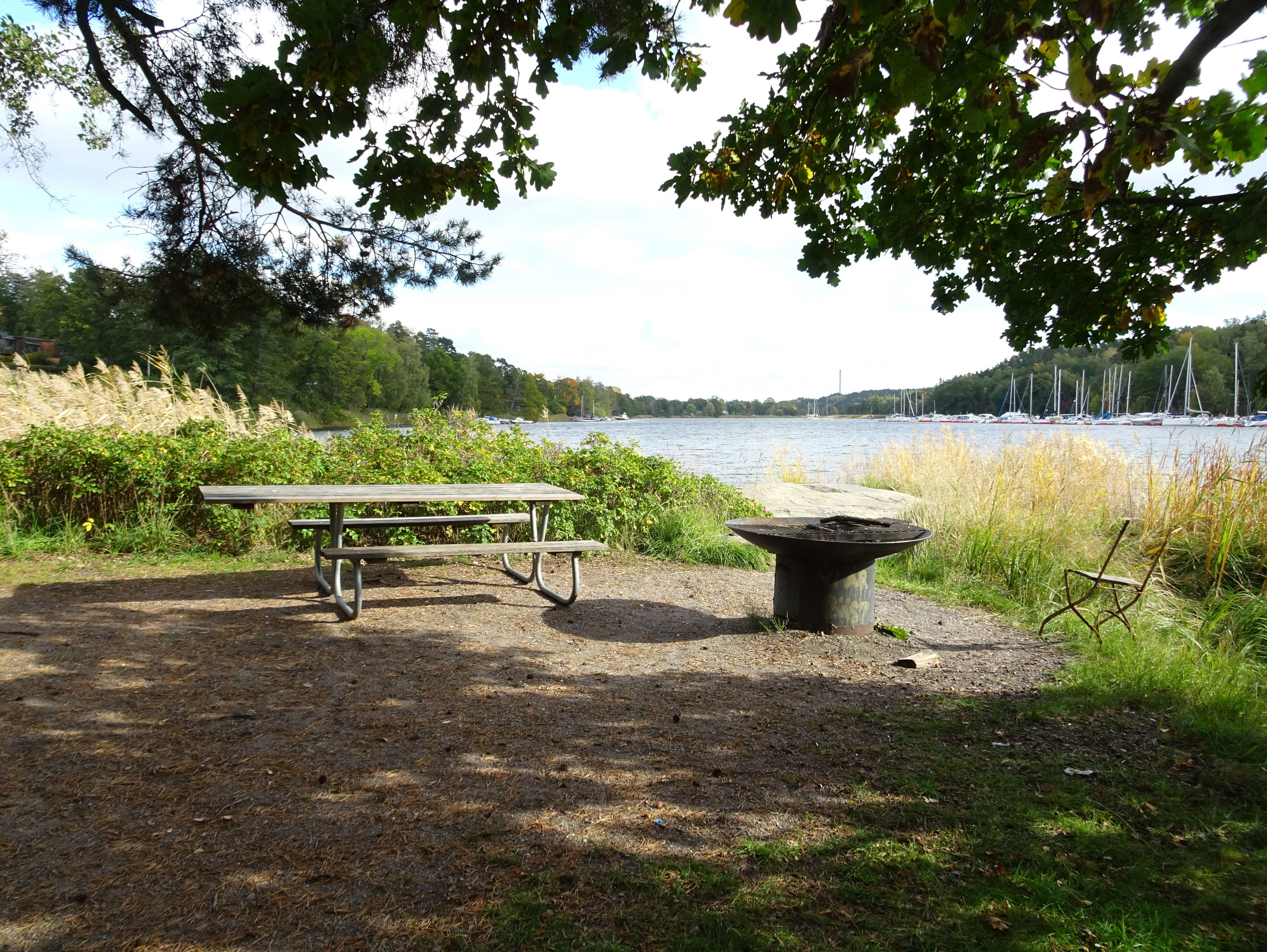
Boholmen mot öster.
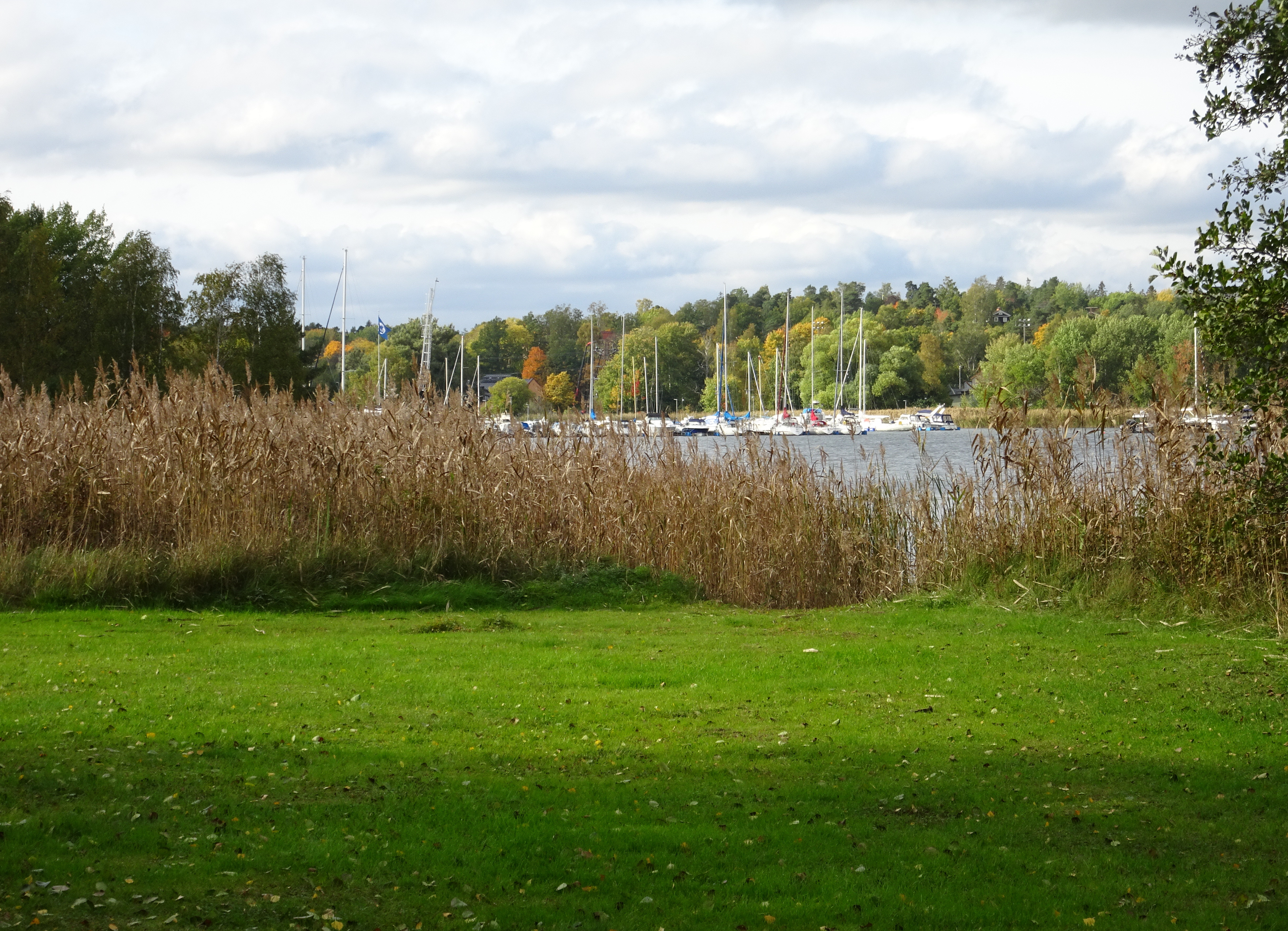
Boholmen mot väster.